# Plaça d'Amelienborg
Plaça d'Amelienborg (en danès: Amalienborg Plads) és una pintura a l'oli sobre llenç realitzada per l'artista danès Vilhelm Hammershøi l'any 1896, es troba en la Galeria Nacional de Dinamarca a Copenhaguen.

## Descripció
Aquesta pintura mostra la plaça Amalienborg de Copenhaguen, a un entorn nebulós amb plena llum del sol l'any 1768, s'aprecia a la part dreta l'estàtua neoclàssica de Frederik V a cavall, encarregada per l'Asiatic Company i creada per l'escultor francès Jacques Saly.
Aquesta estàtua va trigar 14 anys a completar-se i va costar més que els quatre edificis palatins d'Amalienborg que l'envolten, el que és potser la raó per Hammershøi va decidir col·locar-ho a plena llum del sol. La falta de qualsevol rastre de vida humana a la pintura, és típic de l'obra d'Hammershøi, i recalca les qualitats monumentals de la matèria. Les línies arquitectòniques esbiaixades donen a la pintura una sensació d'espai i el genet sembla estar trotant tranquil·lament fora de la pintura, deixant el palau de dues dimensions darrere seu. L'efecte de trompe l'oeil fa que la pintura sembli de mida més alta que ampla, quan de fet és quadrada.

## Obres semblants
Altres pintures monumentals de l'arquitectura d'Hammershøi en aquest període van ser: 

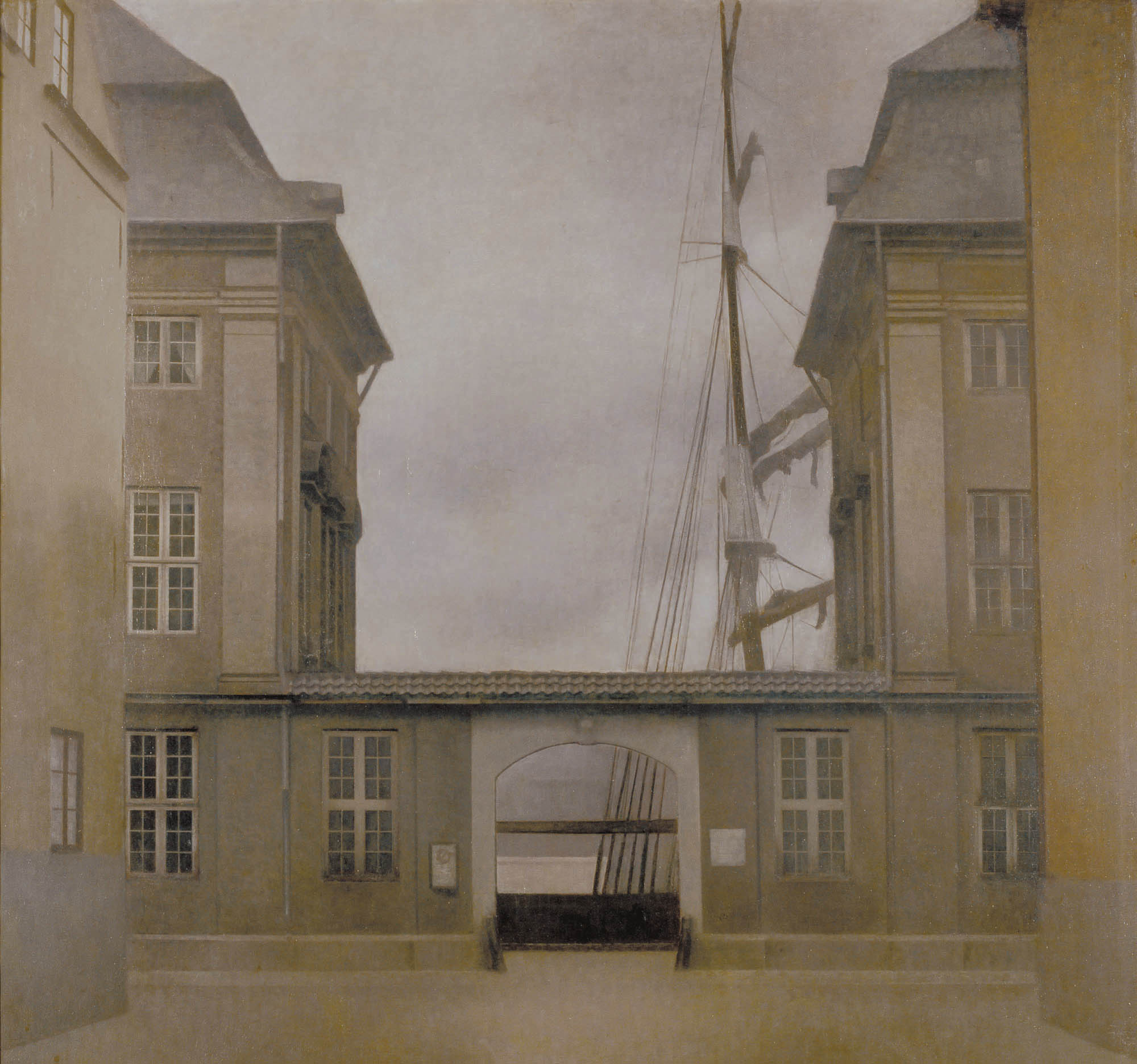
Els edificis vells de la Societat Asiàtica, 1902
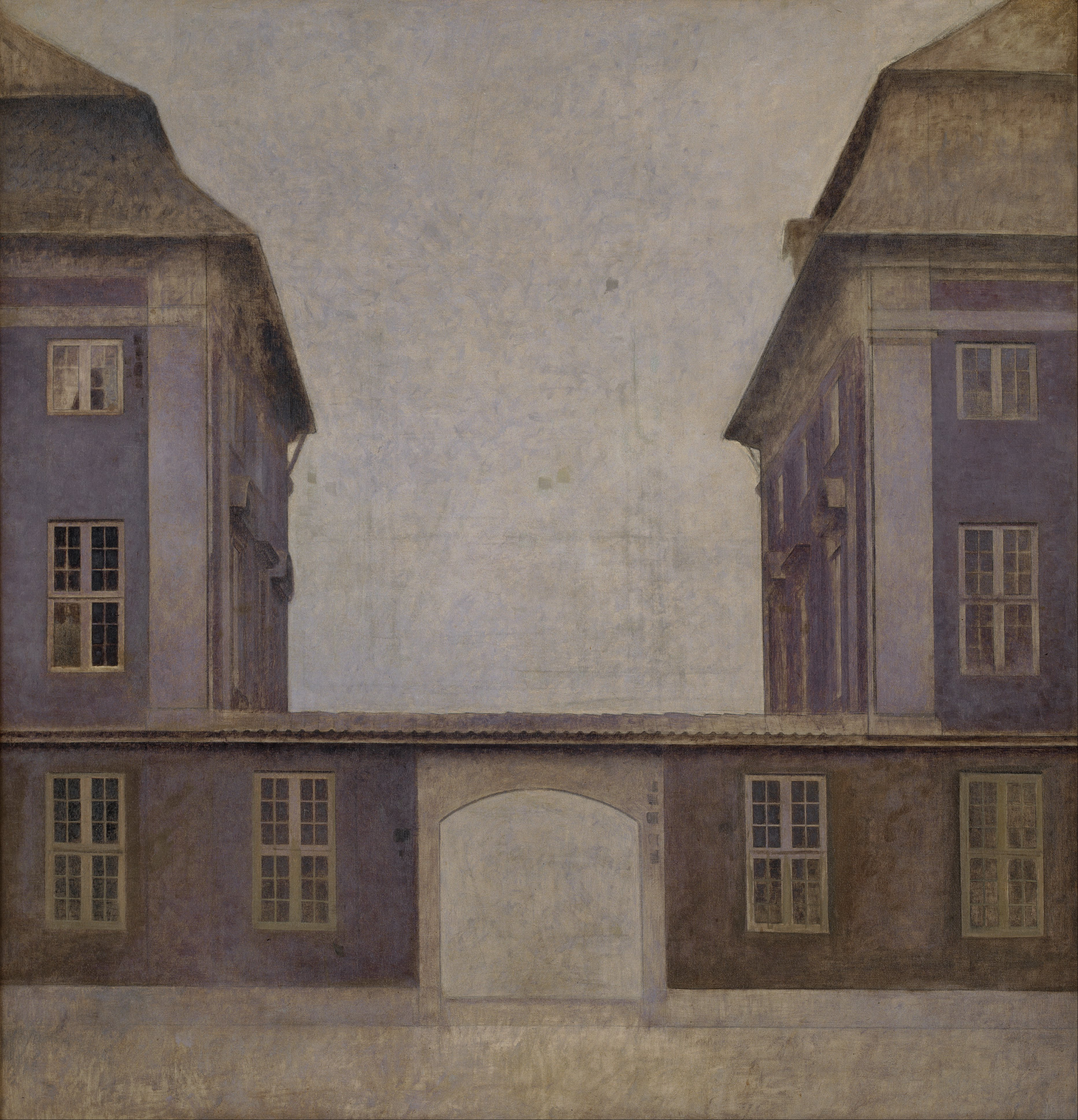
Edificis de la Societat Asiàtica des del carrer de St.Annae, 1902
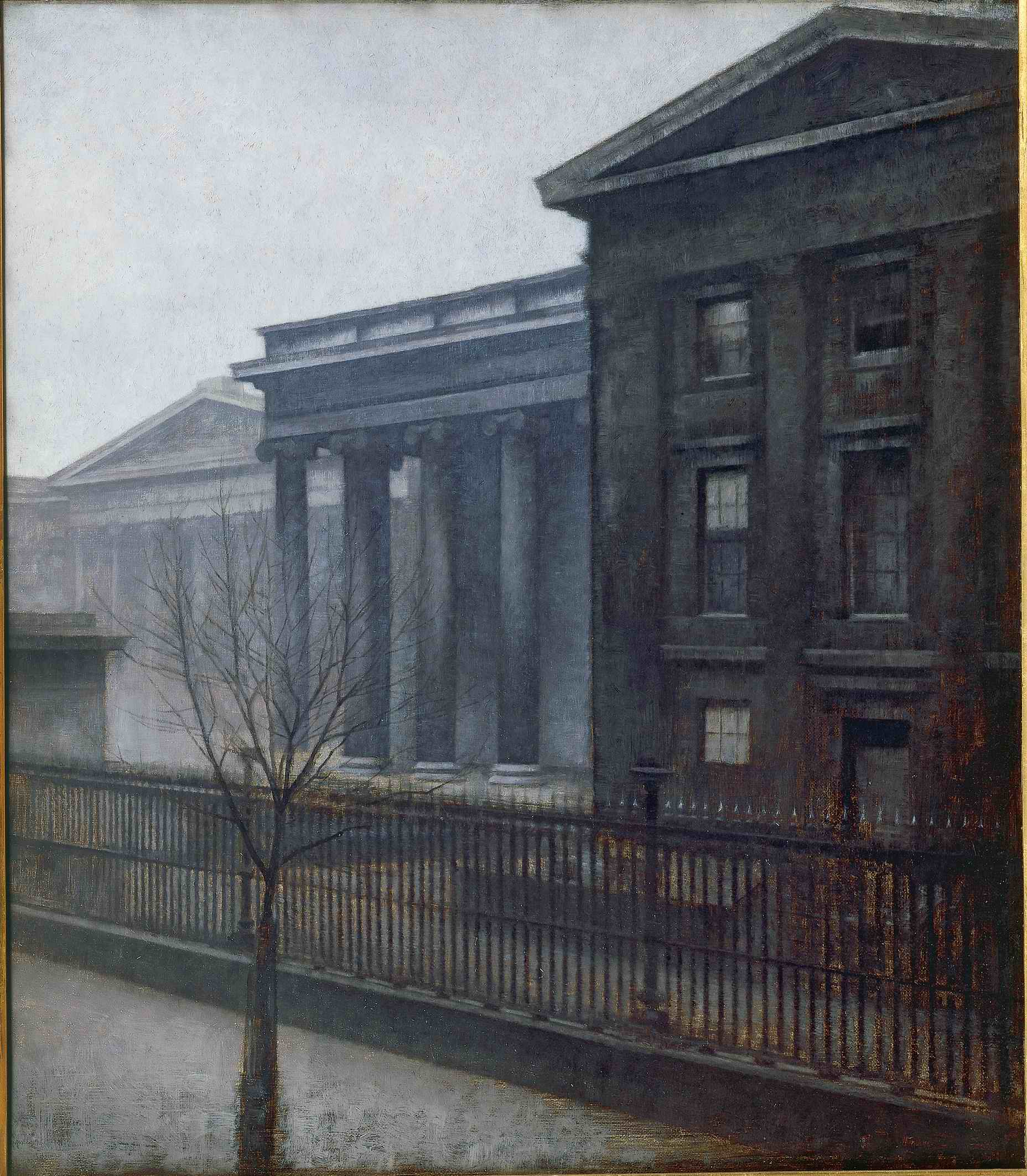
Museu Britànic, 1906
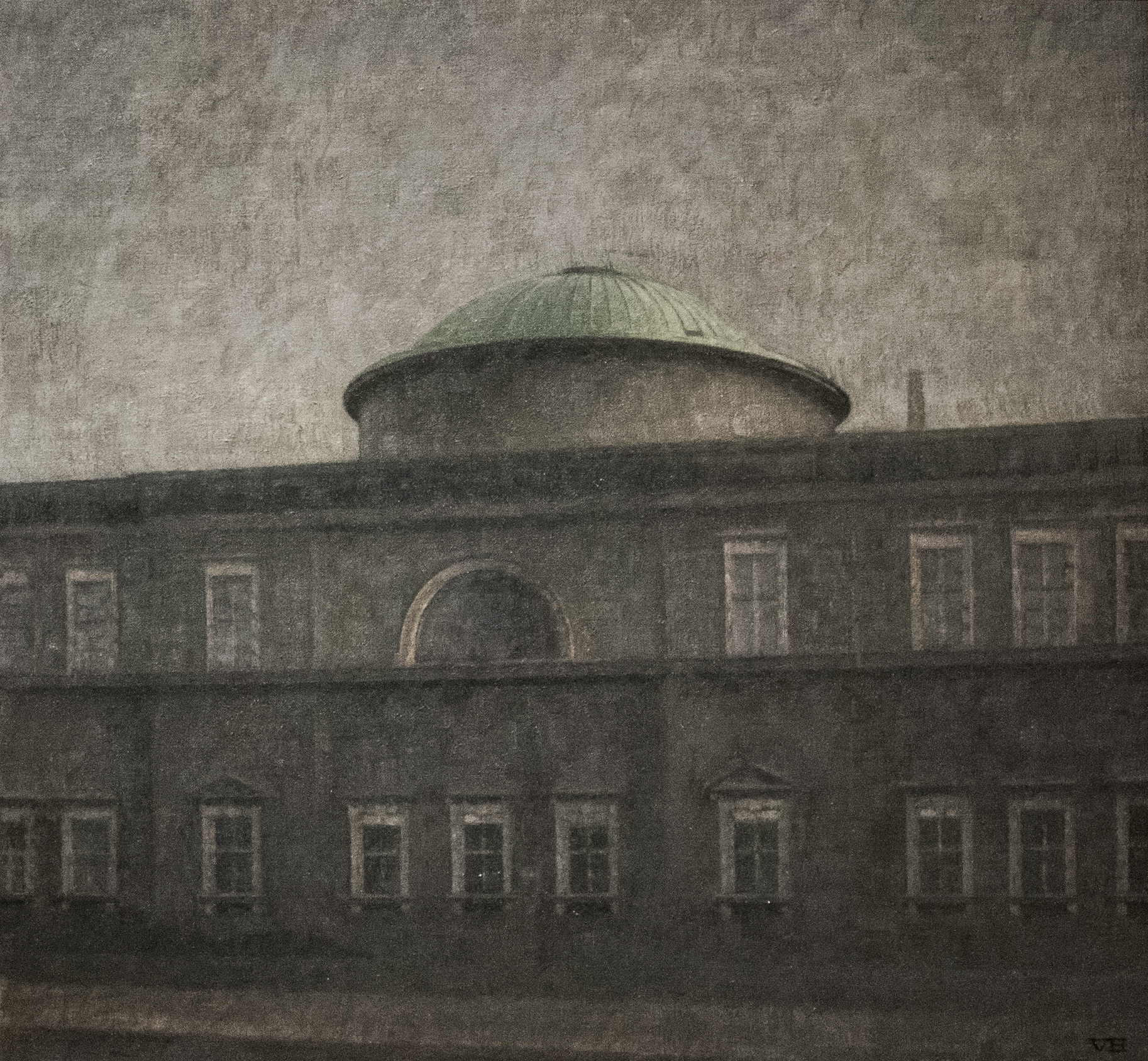
L'església del palau Reial de Copenhaguen, 1910

## Europeana 280
Per l'abril de 2016, la pintura Plaça d'Amelienborg va ser seleccionada com una de les deu obres artístiques més importants de Dinamarca pel projecte Europeana.